# Vilhelm Carlberg
Gustaf Vilhelm Carlberg (ur. 5 kwietnia 1880 w Karlskronie, zm. 1 października 1970 w Djursholmie) – szwedzki strzelec, siedmiokrotny medalista olimpijski.

## Życiorys
Vilhelm Carlberg był synem weterynarza, Gustafa. Jego bratem bliźniakiem był Eric. Obaj chłopcy zostali sierotami w wieku 12 lat i obaj poprzez służbę wojskową zajęli się strzelectwem sportowym. 
W swojej karierze wziął udział w czterech igrzyskach olimpijskich, w latach 1906–1912 i 1924.